# François Berléand
François Berléand (París; 22 de abril de 1952) es un actor de cine, televisión y teatro francés, de padre moldavo  y de madre francesa.

## Carrera como actor
Explica su niñez en un libro aparecido en noviembre de 2006, El Hijo del hombre invisible; relata el trauma que le condujo a partir de once años las puertas de la locura, trauma  extrañamente causado por una única afirmación de su padre: «De todos modos, tú, eres el hijo del hombre invisible», alusión al célebre folletín de la época. En el transcurso de estudios de comercio, sigue una formación teatral, algo pese a él, y debuta en una obra titulada "Sobre una playa del Oeste". Con sus estudios acabados, se inscribe en un curso de arte dramático de Tania Balachova, y coincide con Daniel Benoin, un escenógrafo con el que trabajará desde 1974 a 1981, participando en una quincena de espectáculos, tanto clásicos como contemporáneos. Después de haber frecuentado el equipo de Le Splendid, empieza su carrera cinematográfica en 1978. Encadena entonces papeles secundarios en los años 1980. Tras una serie de segundos papeles remarcables, entre los cuales Ma petite entreprise por el cual consigue el César del mejor actor secundario en 2000, obtiene su gran primer papel en la película Mon idole de Guillaume Canet, que lo revelará al público. Pero también gracias a su antigua compañera, la directora y comediante Nicole García. En Martin et Léa (Alain Cavalier, 1979) interpreta a un inspector de policía, papel que hará numerosas veces en la pantalla (La balance, Les mois d'avril sont meurtriers, Marche à l'ombre, L'Appât, La mort du Chinois, Fred, Le Sourire du clown) por su físico frío, distante, y una mirada aguda. Será militar (L'Otage de l'Europe, Stella, Les milles, Capitaine Conan), detective (Suivez cet avion), cura (Au revoir les enfants) y psiquiatra en Le Septième ciel, la película que lo revela realmente al gran público, a finales de 1997.

## Filmografía

### Largometrajes
- 1978: Martin et Léa, de Alain Cavalier.
- 1980: Un étrange voyage, de Alain Cavalier.
- 1981: Les Hommes préfèrent les grosses, de Jean-Marie Poiré.
- 1981: On n'est pas des anges... elles non plus, de Michel Lang.
- 1982: La Balance, de Bob Swaim.
- 1983: Ote-toi de mon soleil o Diogène, de Marc Jolivet.
- 1983: Stella, de Laurent Heynemann.
- 1983: Signé Charlotte, de Caroline Huppert.
- 1984: Marche à l'ombre, de Michel Blanc.
- 1985: Strictement personnel, de Pierre Jolivet.
- 1986: Poker, de Catherine Corsini.
- 1986: La Femme secrète, de Sebastien Grall.
- 1986: Les mois d'avril sont meurtriers, de Laurent Heynemann.
- 1986: Le Complexe du kangourou, de Pierre Jolivet.
- 1987: Au revoir les enfants, de Louis Malle.
- 1988: Un père et passe, de Sebastien Grall.
- 1988: Suivez cet avion, de Patrice Amblard.
- 1988: Camille Claudel, de Bruno Nuytten.
- 1988: L'Otage de l'Europe, de Jerzy Kawalerowicz.
- 1989: L'Orchestre rouge, de Jacques Rouffio.
- 1989: Milou en mai, de Louis Malle.
- 1990: Génial, mes parents divorcent, de Patrick Braoudé.
- 1992: Tableau d'honneur, de Charles Némès.
- 1993: Le bateau de mariage, de Jean-Pierre Améris.
- 1993: Le Joueur de violon, de Charlie Van Damme.
- 1993: À l'heure où les grands fauves vont boire, de Pierre Jolivet.
- 1994: 3000 scénarios contre un virus, de Cédric Klapisch.
- 1995: Fugueuses, de Nadine Trintignant.
- 1995: L'Appât, de Bertrand Tavernier.
- 1995: Les Milles, de Sébastien Grall.
- 1995: Un héros très discret, de Jacques Audiard.
- 1996: Capitaine Conan, de Bertrand Tavernier.
- 1997: Tout le monde descend, de Laurent Bacher.
- 1997: Fred, de Pierre Jolivet.
- 1997: Le Pari, de Didier Bourdon y Bernard Campan.
- 1997: Le Septième Ciel, de Benoît Jacquot.
- 1997: L'Homme idéal, de Xavier Gélin.
- 1997: La Mort du Chinois, de Jean-Louis Benoît.
- 1998: Innocent, de Costa Natsis.
- 1998: Le Sourire du clown, de Eric Besnard.
- 1998: Place Vendôme, de Nicole García.
- 1998: Dormez, je le veux !, de Irene Jouannet.
- 1998: L'École de la chair, de Benoît Jacquot.
- 1998: En plein cœur, de Pierre Jolivet.
- 1998: Le Plus beau pays du monde, de Marcel Bluwal.
- 1999: La Débandade, de Claude Berri.
- 1999: Ma petite entreprise, de Pierre Jolivet.
- 1999: L'Homme de ma vie, de Stephane Kurc.
- 1999: Mauvaises Fréquentations, de Jean-Pierre Améris
- 1999: Une pour toutes, de Claude Lelouch.
- 1999: Six-Pack, de Alain Berbérian.
- 1999: Romance, de Catherine Breillat.
- 2000: Les Acteurs, de Bertrand Blier.
- 2000: Promenons-nous dans les Bois, de Lionel Delplanque.
- 2000: Stardom, de Denys Arcand.
- 2000: Le Prince du Pacifique, de Alain Corneau.
- 2000: Cyrano de Bergerac, de Vincent. Lindon
- 2000: La Fille de son père, de Jacques Deschamps.
- 2001: HS Hors Service, de Jean-Paul Lilienfeld.
- 2001: Comment j'ai tué mon père, de Anne Fontaine.
- 2001: Les Âmes câlines, de Thomas Bardinet.
- 2001: Vivante, de Sandrine Ray.
- 2001: Féroce, de Gilles de Maistre.
- 2001: L'Adversaire, de Nicole García.
- 2001: Transporter, de Corey Yuen y Louis Leterrier.
- 2002: Le Frère du guerrier, de Pierre Jolivet.
- 2002: Mon idole, de Guillaume Canet.
- 2002: La Mentale, de Manuel Boursinhac.
- 2002: Filles uniques, de Pierre Jolivet.
- 2002: Une employée modèle, de Jacques Otmezguine.
- 2003: En territoire indien, de Lionel Epp.
- 2003: Remake, de Dino Mustafic.
- 2003: Les Amateurs, de Martin Valente.
- 2003: Le Convoyeur, de Nicolas Boukhrief
- 2003: Pour le plaisir, de Dominique Deruddere.
- 2003: Narco, de Tristan Aurouet y Gilles Lellouche.
- 2003: Adorables Créatures, de Dolorès Payas.
- 2004: Le Grand Rôle, de Steve Suissa.
- 2004: Les Sœurs fâchées, de Alexandra Leclère.
- 2004: Les Nouveaux Refus, de Laurent Baffie.
- 2004: Éros thérapie, de Danièle Dubroux.
- 2004: Les Choristes. de Christophe Barratier
- 2004: Une vie à t'attendre, de Thierry Klifa.
- 2005: Le Plus Beau Jour de ma vie, de Julie Lipinski.
- 2005: Transporter 2, de Louis Leterrier.
- 2005: Edy, de Sthépan Guérin-Tillé.
- 2005: Quartier V.I.P., de Laurent Firode.
- 2005: Aurore de Nils Tavernier.
- 2006: L'Ivresse du pouvoir, de Claude Chabrol.
- 2006: Le Passager de l'été, de Florence Moncorgé-Gabin.
- 2006: Ne le dis à personne, de Guillaume Canet.
- 2006: Fragile(s), de Martin Valente.
- 2007: Pur week-end, de Olivier Doran.
- 2007: Je crois que je l'aime, de Pierre Jolivet.
- 2007: La fille coupée en deux, de Claude Chabrol.
- 2008: Ca$h, de Éric Besnard.
- 2008: La Différence c'est que c'est pas pareil, de Pascal Laëthier.
- 2008: 15 ans et demi, de Thomas Sorriaux y François Desagnat.
- 2009: Transporter 3

### Cortometrajes
- 1984: La Voix de son maître ou deux jours de la vie de M. Léon de Patrick Zeyen
- 1987: Histoires de familles, de Marion Lary.
- 1988: Jours de vagues, de Alain Tasma.
- 1989: Perdue, de Marion Lary.
- 1991: Sans rires, de Mathieu Amalric.
- 1991: Copie Conforme ou La sœur d'Albert, de Jean-Claude Marchant.
- 1993: La Vis, de Didier Flamand.
- 1994: Une belle âme, de Eric Besnard.
- 1994: Chacun pour soi, de Sthépane Brisset.
- 1996: Última hora, de Laurence Maynard.
- 1996: Gorille, mon ami, de Emmanuel Malherbe.
- 1996: Bonjour
- 1997: C'est Noël déjà
- 1998: Stop
- 1998: Coup de lune, de Emmanuel Hamon.
- 1999: Trait d'union, de Bruno García.
- 2000: Liste rouge, de Jérôme Bonnell.
- 2000: Pour l'amour du ciel de Philippe Azoulay.
- 2000: Recrutement, de Didier Loret.
- 2000: Grand oral, de Yann Moix.
- 2001: Requiems, de Stéphan Guérin-Tillié.
- 2001: Notre besoin de consolation...
- 2003: La chaîne du froid
- 2004: Toi, vieux
- 2004: Méprise

## Televisión
- 1977: Au plaisir de Dieu
- 1979: Hamlet
- 1980: La Cantatrice chauve
- 1982: Messieurs les jurés
- 1983: Elle voulait faire du cinéma
- 1985: Série noire
- 1989: Ceux de la soif
- 1989: Série noire
- 1990: La Belle Anglaise
- 1991: Le Piège, de Serge Moati.
- 1991: C'est quoi ce petit boulot ?
- 1993: Le Bal, de Jean-Louis Benoît.
- 1993: Feu Adrien Muset
- 1993: Julie Lescaut
- 1995: Le juge est une femme
- 1996: Les Cordier, juge et flic
- 1996: Pardaillan, de Edouard Niermans.
- 1997: Madame le consul
- 1997: Le Garçon d'orage, de Jérôme Foulon.
- 1997: La Grande Béké
- 1998: Anne Le Guen
- 1998: Crimes en série
- 1998: Commandant Nerval
- 1999: Fleurs de sel, de Arnaud Sélignac.
- 1999: Le Boîteux
- 2000: Passeurs d'enfants
- 2000: Victoire ou la douleur des femmes, de Nadine Trintignant.
- 2000: Un morceau de soleil
- 2000: Ces forces obscures qui nous gouvernent
- 2001: L'Héritière, de Bernard Rapp.
- 2002: Le Jeune Casanova
- 2003: Les parents terribles, de Josée Dayan.
- 2006: Le Bureau
- 2008: Le petit fût, de Claude Chabrol.
- 2012: Transporter: The Series, interpretando nuevamente al inspector Tarconi.

## Teatro
- 2008: Batailles, de Roland Topor, Jean-Michel Ribes, puesta en escena de Jean-Michel Ribes, en el Teatro de Rond-Point en París.
- 2008: Tailleur pour dames, de Georges Feydeau, puesta en escena de Bernard Murat, con Pierre Arditi, en el Teatro Edouard-VII en París.
- 1994: Le Retour, de Harold Pinter.

## Premios
- 2000: Cesar al mejor actor secundario por Ma petite entreprise.
- 2003: Estrellas de oro de la prensa del cine francés por su papel principal en la película Mon idole, de Guillaume Canet.